# Епархия Сен-Дье

Расположение епархии Сен-Дье

Епархия Сен-Дье (лат. Dioecesis Sancti Deodati) — епархия Римско-Католической церкви с центром в городе Эпиналь, Франция. Епархия Сен-Дьё распространяет свою юрисдикцию на территорию департамента Вогезы. Епархия Сен-Дьё входит в митрополию Безансона. Кафедральным собором епархии Сен-Дьё является церковь святого Деодата в городе Сен-Дье-де-Вож.

## История
21 июля 1777 года Римский папа Пий VI издал буллу Relata simper, которой учредил епархию Сен-Дье, выделив её из епархии Туля. В этот же день епархия Сен-Дье вошла в митрополию Трира.
29 ноября 1801 года после конкордата Святого Престола с Францией Римский папа Пий VII выпустил буллу Qui Christi Domini, которой упразднил епархию Сен-Дье, передав её территорию епархии Нанси.
В июне 1817 года был заключён новый конкордат, после которого Римский папа Пий VII издал буллу Commissa divinitus, которой восстановил епархию Сен-Дье, но из-за того, что французский парламент не ратифицировал конкордат, восстановление епархии Сен-Дье было отложено.
6 октября 1822 года Римский папа Пий VII издал буллу Paternae charitatis, которой канонически воссоздал епархию Сен-Дье. В этот же день епархия Сен-Дье вошла в митрополию Безансона.
10 июля 1874 года после Франко-прусской войны епархии Сен-Дьё была передана часть территории епархии Страсбурга.
В 1994 году резиденция епископа была переведена в город Эпиналь.

## Ординарии епархии
- епископ Бартелеми-Луи-Мартен де Шомон де Ла Галезьер (28.07.1777 — 30.06.1808);
  - епархия упразднена (1801—1822)
- епископ Жак-Алексис Жакемен (13.08.1823 — январь 1830);
- епископ Жак-Мари-Атуан-Селестен дю Пон (9.05.1830 — 1.05.1835) — назначен архиепископом Авиньона;
- епископ Жае-Жозеф-Мари-Эжен де Жерфаньон (1.05.1835 — 15.07.1842) — назначен архиепископом Альби;
- епископ Жан-Никез Гро (15.07.1842 — 3.03.1844) — назначен епископом Версаля;
- епископ Даньель-Виктор Манглар (21.04.1844 — 17.02.1849);
- епископ Луи-Мари-Жозеф-Эзеб Каверо (16.03.1849 — 20.1876) — назначен архиепископом Лиона;
- епископ Альбер-Мари-Камиль де Брие (20.04.1876 — 10.11.1888);
- епископ Этьен-Мари-Альфонс Соннуа (21.12.1889 — 26.11.1892) — назначен архиепископом Камбре;
- епископ Альфонс-Габриель-Пьер Фуко (3.01.1893 — 28.05.1930);
- епископ Луи-Огюстен Мармоттен (2.08.1930 — 21.08.1940) — назначен архиепископом Реймса;
- епископ Эмиль-Арсен Бланше (6.10.1940 — 10.10.1946);
- епископ Анри-Рене-Адриен Бро (29.09.1947 — 11.07.1964);
- епископ Жан-Феликс-Альбер-Мари Вильне (24.09.1964 — 13.08.1983) — назначен епископом Лилля;
- епископ Поль-Мари Жозеф Андре Гийом (29.10.1984 — 14.12.2005);
- епископ Жан-Поль Мари Матьё (14.12.2005 — 15.06.2016);
- епископ Дидье Берте (15.06.2016 — 08.09.2023);
- епископ Франсуа Гурдон (20.02.2025 - наст.вр.)

## Источник
- Annuario Pontificio, Libreria Editrice Vaticana, Città del Vaticano, 2003, ISBN 88-209-7422-3
- Konrad Eubel, Hierarchia Catholica Medii Aevi, vol. 6, стр. 193
- Булла Relata semper, Bullarii romani continuatio, Tomo VI, Parte I, Prato 1843, стр. 375—393  (лат.)
- Булла Qui Christi Domini, Bullarii romani continuatio, Tomo XI, Romae 1845, стр. 245—249  (лат.)
- Булла Paternae charitatis, Bullarii romani continuatio, Tomo XV, Romae 1853, стр. 577—585   (лат.)